# Gramont-i Sarolta Katalin monacói hercegné
Gramont-i Sarolta Katalin (1639 – Párizs, 1678. június 4.), Monaco (uralkodó) hercegnéje, XIV. Lajos francia király ágyasa.

## Élete

### Származása, testvérei
Sarolta Katalin volt III. Antoine de Gramont hercegnek, Guiche és Louvigny grófjának, Franciaország marsalljának és Françoise Marguerite du Plessis de Chivré-nek (Richelieu bíboros unokahúgának) legidősebb leánya, s négy gyermek közül a második. A szülők 1634-ben házasodtak össze.
Apai nagyszülei: II. Antoine de Gramont herceg és Louise de Roquelaure. Testvérei:
- Guy Armand (1637. november 25 - 1673. november 29.), apja halála után, 1678. július 12-én lett Guiche következő grófja, s nőül vette Marguerite-Louise-Suzanne de Béthune-Sully-t. Arrogáns természetű, ám igen jóképű férfi volt. Köztudottan biszexuális volt, s nyíltan viszonyt folytatott I. Fülöp orléans-i herceggel, XIII. Lajos király kisebbik fiával), s annak hitvesével, Henrietta Anna orléans-i hercegnével, I. Károly angol király legifjabb leányával) is. Házasságából nem született gyermeke, így címeit halála után öccse, Antoine Charles örökölte.

- Antoine Charles (1641-1720. október 25.), ő a bátyja halála után, 1673. november 29-től előbb Guiche következő grófja, Gramont 3. hercege, majd pedig Navarra alkirálya lett, de előbb 1668-ban feleségül vette Marie Charlotte de Castelnau-t, aki két gyermeket (Antoine-t és Catherine-Charlotte-ot) szült férjének házasságuk 25 éve során.

- Henriette-Catherine, ő hozzáment Alexandre de Canonville-hez, Raffetot márkijához.

### Házassága
1660. március 30-án a körülbelül 21 éves Sarolta Katalin hozzáment az akkor 17 esztendős Lodovico Grimaldihoz (1642–1701), Monaco trónörökös hercegéhez, akit környezete csak úgy ismert, mint „a fénylő, de pénzsóvár olasz”, akinek 6 gyermeket szült házasságuk 18 éve során. 
Férje 1662. január 10-én I. Lajos néven Monaco uralkodó hercege lett, az asszony pedig hercegnéi rangra emelkedett. Catherine három évig élt Monacóban, de – nyilván honvágya miatt – utána mégis csak hazatért a francia királyi udvarba. Férje is vele tartott, ettől kezdve a hercegi pár több időt töltött Párizsban, mint Monacóban.

### A francia királyi udvarban
Sarolta Katalin és hitvese megalapozták jövőjüket az udvarnál, ahol az asszony XIV. Lajos sógornője (egyben a király volt szeretője), Henrietta orléans-i hercegné (Fülöp első felesége) udvarhölgyeként szolgálhatott. Henrietta udvartartásához tartozott Catherine nagynénje, Suzanne Charlotte de Gramont (Saint Chaumont márkinéja) is, aki a hercegné gyermekeinek (Mária Lujza és Anna Mária) nevelőnője volt. Madame de Sévigné (Marie de Rabutin-Chantal márkiné) úgy jellemezte Catherine-t, hogy „élvhajhász”, ezért a köztudatban azt a becenevet kapta, hogy „Catherine, az áradat”.
Amikor a francia uralkodó kiábrándult akkori ágyasából, Louise de la Vallière-ből, viszonyba bonyolódott Catherine-nal, ám ez a szerelmi kapcsolat csupán pár hónapig lángolt. Miután Catherine hitvese tudomást szerzett az asszony és a király közt kialakuló intim viszonyról, csendben és botránymentesen távozott a francia királyi udvarból, s háborúzni indult. XIV. Lajos sógornője (a király öccsének felesége), Henrietta orléans-i hercegné, aki szintén az uralkodó egyik korábbi szeretője volt, azt akarta elérni, hogy visszahódítsa Lajost Louise de la Vallière-től. Terve nem sikerült, mert igaz ugyan, hogy a király elhagyta Louise-t, ám utána rögtön viszonyt kezdett Catherine-nal, s többé már nem is tette ágyasává Henriettát. Ehelyett az uralkodó inkább szerelmi kapcsolatot kezdett Madame de Montespan márkinéval. (Állítólag Catherine egy ideig viszonyt folytatott még Henrietta orléans-i hercegnével is.)
1668-ban Catherine kénytelen volt visszatérni Monacóba, miután száműzték őt a francia királyi udvarból, botrányos szerelmi ügyeinek napvilágra kerülése miatt, és csak négy év múlva, 1672-ben léphetett ismét francia földre. 

### Utolsó évei
Életének hátralévő 6 évét a francia királyi udvarban tölthette. 1678. június 4-én, 38 vagy 39 éves korában, a párizsi Palais-Royalban távozott az élők sorából.
Özvegye, I. Lajos monacói herceg nem nősült újra, és 1701. január 3-án, Rómában érte utol a halál. 58 éves volt ekkor.

## Gyermekei
- Antoine (1661. január 25 – 1731. február 20.), I. Antal Monaco későbbi hercege, aki 1688. június 13-án feleségül vette a csupán 13 esztendős Lotaringia-i Máriát, d’Armagnac grófjának leányát, akitől hat leánya (Katalin Sarolta, Lujza Hippolita, Erzsébet Sarolta, Margit Kamilla, Maria Devota és Mária  Paulina Teréza) született házasságuk 36 éve során. Antoine-nak született még három törvénytelen gyermeke (Antoine, Antoinette és Louise Marie Thérèse) is, három különböző nőtől (Elisabeth Durfort, Victoire Vertu és egy ismeretlen nevű hölgy). Antoine halála után legidősebb élő leánya, az akkor 33 éves Lujza Hippolita (1697. november 10. – 1731. december 29. ) lett Monaco új uralkodója, aki akkor már 15 éve férjnél volt, és addigra már született 9 gyermeke is.

- Maria Teresa Carlotta, azaz Mária Teréza Sarolta (1662–1738), ő soha nem ment férjhez, s nem született gyermeke sem

- Anna Hippolyte, azaz Anna Hippolita (1667–1700), ő a nála 8 évvel fiatalabb Jacques de Crussol uzès-i herceg felesége lett

- François Honoré, azaz Ferenc Onoré (1669–1748), Besançon későbbi érseke

- Giovanna Maria, azaz Johanna Mária

- Aurelia, azaz Aurélia

## Kapcsolódó szócikk
- Francia uralkodók szeretőinek listája